# Interrogatório Legal
Interrogatório Legal é um curta-metragem de Miguel Ribeiro produzida em 2002 pela Bookcase.

## Sinopse
Um número. Um suspeito. Um possível informador.
Um ser humano?

## Mostras, festivais e prémios
- V Mostra de curtas-metragens Portuguesas, 2003
- X Caminhos do Cinema Português , Coimbra, 2003

Menção honrosa - Júri de Imprensa